# Codex Townleianus

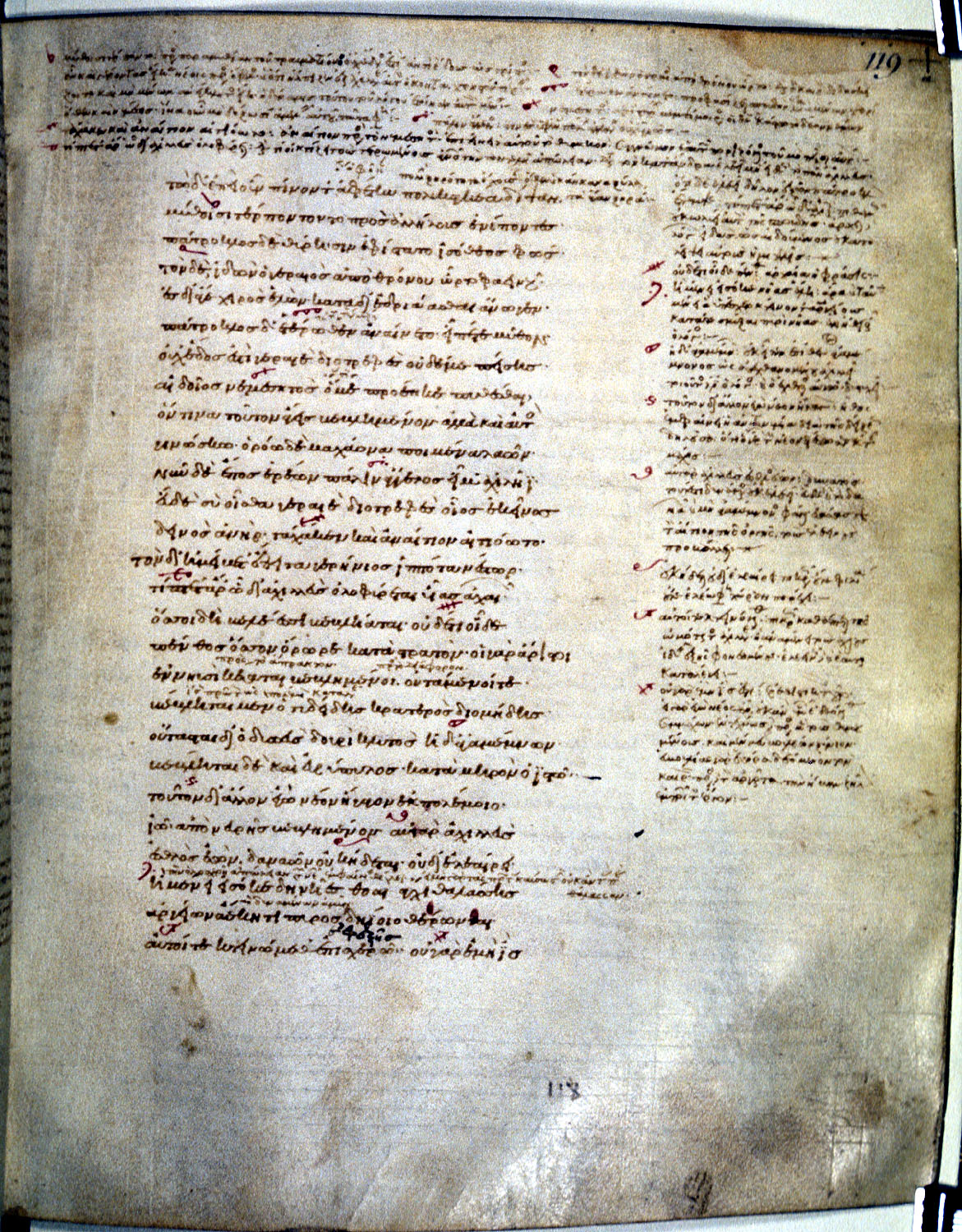
Folio 119 kodeksu

Codex Townleianus, znany też jako Townley Homer – rękopis Iliady, jeden z cenniejszych jej rękopisów, wykorzystywany w krytycznych wydaniach greckiego tekstu Iliady, oznaczany przy pomocy siglum T. Obecnie datowany jest na połowę XI wieku. Dawniej datowany był na XIII wiek. Jako prawdopodobne miejsce powstania kodeksu wskazywany jest Konstantynopol. Rozmiary kart kodeksu wynoszą 30 cm na 23 cm. Przechowywany jest w British Library (Burney 86).
Tekst pisany jest minuskułą. Na marginesie znajdują się scholia, które pełnią rolę komentarza. Pod względem tekstualnym jest pokrewny dla kodeksu Venetus Graecus 821 (Venetus B). Oba rękopisy pochodzą z tego samego archetypu.
Rękopis był w posiadaniu Charlesa Towneley – stąd nazwa kodeksu – kolekcjonera rękopisów. Od Townleneya nabył go Charles Burney, wraz z trzema innymi rękopisami. Po śmierci Burneya jego kolekcja została nabyta przez British Museum. Rękopis został oceniony na 1000 funtów.
Tekst rękopisu został skolacjonowany przez Heynego w 1802, jednak z błędami. Błędy Heynego poprawił Walter Leaf.
Uchodził za najstarszy przechowywany w Wielkiej Brytanii rękopis Iliady, dopóki nie odkryto Kodeksu Nitryjskiego.